# Somua MCL
Il Somua MCL era un trattore d'artiglieria e veicolo da recupero semicingolato per carri armati francese, impiegato durante la seconda guerra mondiale.

## Storia

### Trattore d'artiglieria
L'azienda SOMUA, forte del successo ottenuto con il trattore medio Somua MCG per il pezzo Schneider 155 mm C Mle. 1917 e Schneider 105 mm L Mle 1936, presentò nel settembre 1934 un prototipo di trattore per il traino del più pesante pezzo da 155 mm L Mle 1917 GPF, derivato da tale progetto e denominato CG, CG 5, CL 5 ed infine M22 CL 5: la sigla M22 si riferiva al motore da 80 hp, l'identificativo 5 invece, secondo la denominazione aziendale adottata poi anche sul MCG, indicava i mezzi ad attacco diretto con cassone telonato (mentre il numero 11 indicava il trattore con attacco a semirimorchio con ralla). Nel 1935 vennero sviluppate due versioni: 
- MCL 5 (ex-M22 CL 5) - trattore per il 155 GPF (tracteur de 155 GPF), con cabina metallica chiusa e cassone posteriore telonato, con gancio di traino per l'attacco diretto dell'avantreno, che non era solo un accessorio per il trasferimento su strada ma che contribuiva anche alla messa in batteria del pezzo. Il prototipo pressoché definitivo venne presentato in aprile 1936, dopo che a fine 1935 era stata ordinata una piccola serie per la sperimentazione sul campo.
- MCL 11 - trattore per il traino a semirimorchio, presentato nel 1935, con ralla nella parte posteriore del telaio alla quale si agganciavano le code dell'affusto. L'assenza di avantreno richiese l'installazione di un voluminoso apparecchio per l'aggancio e la messa in batteria del pezzo, sperimentato nel settembre dello stesso anno.

Il MCL 11 venne testato dall'Armée de terre nel 1937 ma non venne acquisito e rimase a livello di prototipo. Le prestazioni del MCL 5 tracteur vennero giudicate molto inferiori a quelle del trattore ruotato 6×6 Laffly S35T, così il primo lotto di 15 esemplari rimase senza seguito e venne utilizzato per equipaggiare un solo gruppo da 155 GPF (12 mezzi).

### Recupero carri
Il prototipo M22 CL 5 già nel 1935 venne acquisito dalle forze corazzate francesi, come capostipite di una versione più duratura e prolifica di quella d'artiglieria.
Alla vigilia della guerra, il recupero dei carri era affidato, in ogni battaglione di carri leggeri, a 3 Laffly S45T ed un Berliet GPE 4, mentre i battaglioni di carri pesanti Char B1 e medi Somua S35 erano dotati rispettivamente di 3 MCL con 3 rimorchi da 30 t e 2 MCL con 2 rimorchi da 20 t; mentre si continuava a rimorchiare i carri leggeri direttamente sui propri cingoli, per i carri medi e pesanti si doveva ricorrere al trasporto su appositi rimorchi, almeno fino all'entrata in servizio del potente Latil M4 TX.

## Tecnica
Il MCG basato sul telaio semicingolato del Somua MCG, modificato principalmente nella trazione e nel motore. Il treno di rotolamento Citroën-Kégresse originale (con ruota motrice anteriore, ruota folle posteriore, 4 rulli portanti e rullo reggicingolo) venne giudicato troppo fragile per un veicolo di tale massa: fin dal 1935 venne impiegato un cingolo con maglie metalliche con pattini in gomma, unite da perni in acciaio cementato. Il peso aumentato di tale cingolo impose la sostituzione del rullo reggicingolo superiore singolo con bilanciere dotato di due rulli.
Il primo prototipo del mezzo montava il Somua M22 bi-blocco, 4 cilindri 115×150 mm, da 6.250 cm³, erogante 80 hp a 2.000 giri al minuto. Tale propulsore venne ritenuto insufficiente, soprattutto per il traino del 155 GPF, così Somua rialesò i cilindri a 118 mm ed il nuovo motore da 90 hp, ridenominato M23 e montato sui MCL d'artiglieria e da recupero di serie.
Per quanto riguarda la carrozzeria, la cabina del trattore da recupero carri era del tipo torpedo con montanti metallici, mentre quella del trattore d'artiglieria era completamente chiusa, in lamiera metallica. Il cassone posteriore era di tre tipi: 
- MCL 5 d'artillerie: pianale ribassato nella parte centrale, telonato, con due panche disposte longitudinalmente ed argano nella parte posteriore. Nel cassone trovavano posto 8 serventi oppure 20 colpi da 155 mm con le casse delle polveri e delle spolette[2].
- MCL 5 de dépannage de chars primo tipo: pianale non ribassato, non telonato, munito di gru "Gauthier" ripiegabile da 1,5 t, gru a capra posteriore smontabile da 2 t di portata e bracci di 4 m, verricello da 5 o 7,5 t di portata a seconda della serie[4].
- MCL 5 de dépannage de chars secondo tipo: come il precedente ma telonato, prodotto durante la guerra[4].

## Derivati tedeschi

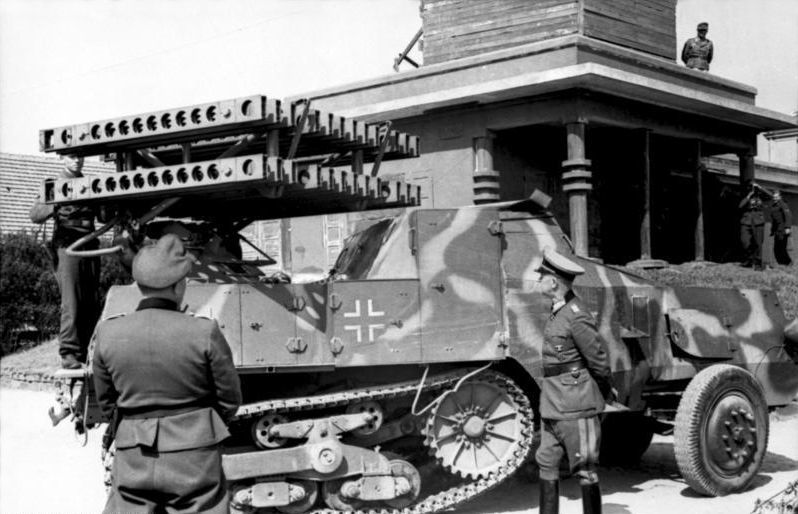
Un 8 cm Raketen-Vielfachwerfer su telaio MCL.

Dopo la resa della Francia nel 1940, molti Somua MCL e MCG di preda bellica furono immessi in servizio dalla Wehrmacht. Gli MCL in particolare vennero trasformati dalle officine del maggiore Alfred Becker in semicingolati blindati, denominati Schützenpanzerwagen S303(f). Questi ultimi furono utilizzati per ricoprire una quantità di ruoli nella 21. Panzer-Division, ricostituita dopo la sua completa distruzione in Nordafrica. I mezzi ricevettero le seguenti denominazioni tedesche:
- leichte Zugkraftwagen S303(f): trattore d'artiglieria, veicolo da trasporto materiali non blindato.
- 8 cm Vielfachwerfer auf SPW S303(f): progetto delle Waffen-SS, che copiava il lanciarazzi Katjuša russo da 82 mm. Il complesso a ventiquattro rotaie poteva essere montato su vari veicoli, per esempio carri nemici catturati, ed era di semplice e poco costosa produzione, avendo il vantaggio aggiunto di poter usare munizioni nemiche catturate[5]. Prodotto in 6 esemplari.
- 8 cm schwerer Reihenwerfer auf SPW S303(f): piattaforma brandeggiabile su 360°, armata con una batteria di 20 canne di mortaio francese da Brandt 81 mm Mle 1927, su due file da 10. Prodotto in 16 esemplari.
- 15 cm Panzerwerfer 42 auf m.gep Zgkw. S303(f): Panzerwerfer 42 su scafo blindato.